# Kopřivnice
Kopřivnice (in tedesco: Nesselsdorf) è una città della Repubblica Ceca, nel distretto di Nový Jičín, nella regione di Moravia-Slesia, con circa 23.500 abitanti. 

## Storia
Nesselsdorf fu fondata nel XIII secolo come Burg Schornstein sotto il signoraggio del conte Grafen von Hückeswagen.
Nel 1910 divenne città di Nesselsdorf. Nel 1850 venne fondata da Ignaz Schustala l'azienda di mezzi ferroviari e di trasporto Nesselsdorfer Wagenbau-Fabriks-Gesellschaft (NW) che nel 1923 divenne la fabbrica di veicoli Tatra.
La fabbrica di autoveicoli Tatra ha sede tuttora in città e durante il periodo comunista, impiegò circa 16.000 lavoratori (circa 1.000 dei quali vietnamiti).

## Cultura

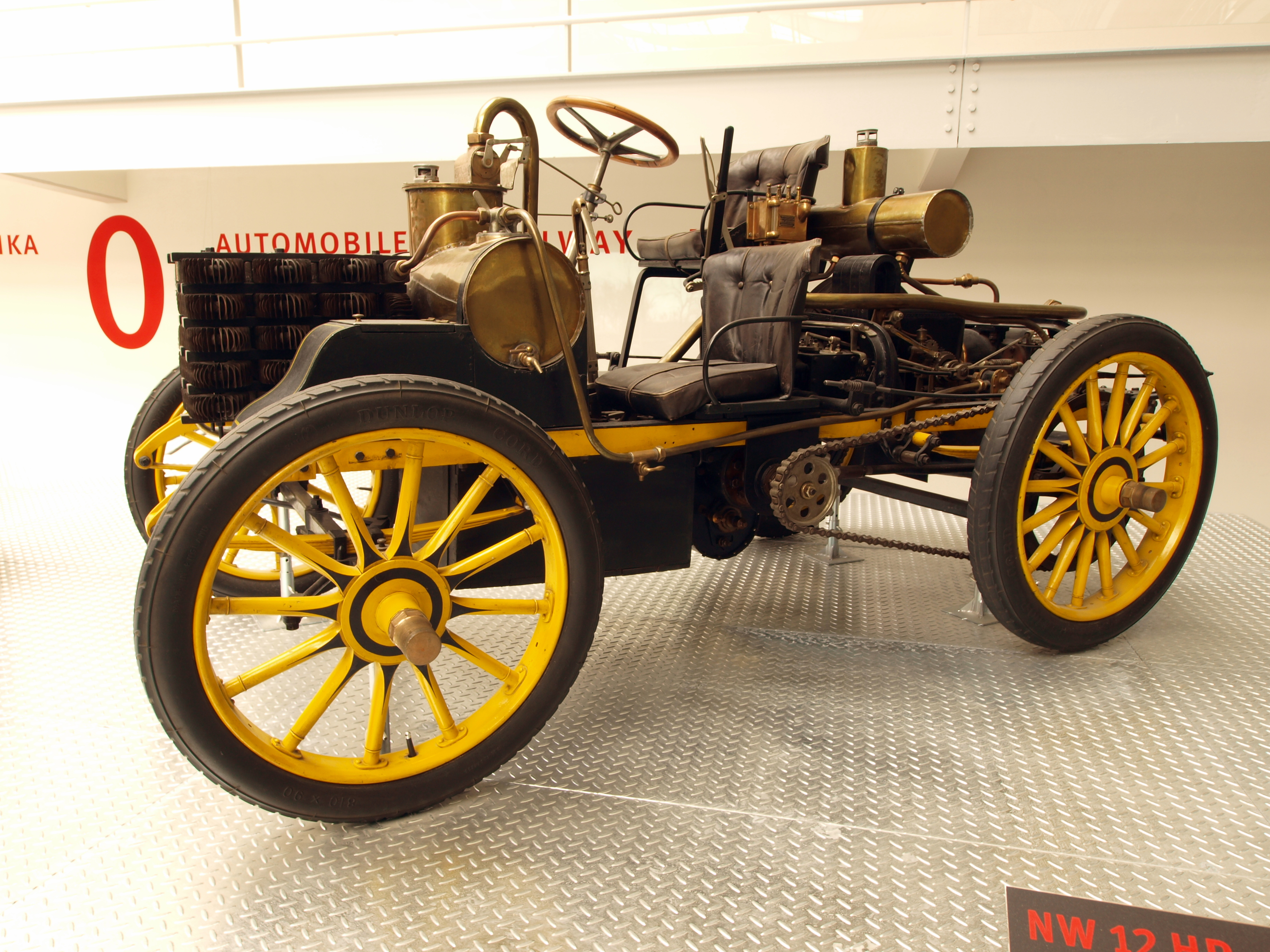
NW Rennzweier, auto del 1900, presso il Tatra-Museum di Kopřivnice

- Tatra-Museum: Museo tecnico sui mezzi di trasporto a Kopřivnice. Vi si trovano autoveicoli e altri mezzi di trasporto sviluppati dall'azienda. Si trova anche un esemplare del treno ČSD M 290.001 e 002.

## Amministrazione

### Gemellaggi
- Castiglione del Lago, dal 1997
- Trappes
- Zwönitz
- Myszków
- Congleton